# Attentatet i Sousse 2015
Attentatet i Sousse 2015 var ett terrordåd mot ett turisthotell i Tunisien där 38 personer dödades med automatvapen. Gärningsmannen var en radikaliserad tunisisk islamist vid namn Seifiddine Rezgui Yacoubi (född 1992). Han närmade sig hotellet via stranden utklädd till turist med en automatkarbin dold i ett strandparasoll. Han pratade med sin far i telefon innan han kastade sin mobiltelefon i havet. Han öppnade eld mot turisterna på stranden och gick sedan skrattande in i hotellet och sköt mot alla som kom i hans väg. Han dödade 38 människor och skadade 39 innan han sköts ihjäl av säkerhetsstyrkor i en eldstrid. Polisen hittade hans telefon i vattnet.

## Döda och sårade
| Nationalitet   | Döda | Sårade | Totalt | Ref.          |
| -------------- | ---- | ------ | ------ | ------------- |
| Storbritannien | 30   | 26     | 56     | [ 2 ]         |
| Irland         | 3    | 0      | 3      | [ 3 ] [ 4 ]   |
| Tyskland       | 2    | 1      | 3      | [ 5 ] [ 6 ]   |
| Belgien        | 1    | 3      | 4      | [ 7 ]         |
| Ryssland       | 1    | 1      | 2      | [ 8 ] [ 9 ]   |
| Portugal       | 1    | 0      | 1      | [ 10 ] [ 11 ] |
| Tunisien       | 0    | 7      | 7      | [ 7 ]         |
| Ukraina        | 0    | 1      | 1      | [ 12 ]        |
| Totalt         | 38   | 39     | 77     | [ 8 ]         |